# 横峰県
横峰県（おうほう-けん）は中華人民共和国江西省上饒市に位置する県。

## 行政区画
- 街道:興安街道
- 鎮:岑陽鎮、葛源鎮
- 郷:姚家郷、蓮荷郷、司鋪郷、港辺郷、竜門畈郷、青板郷

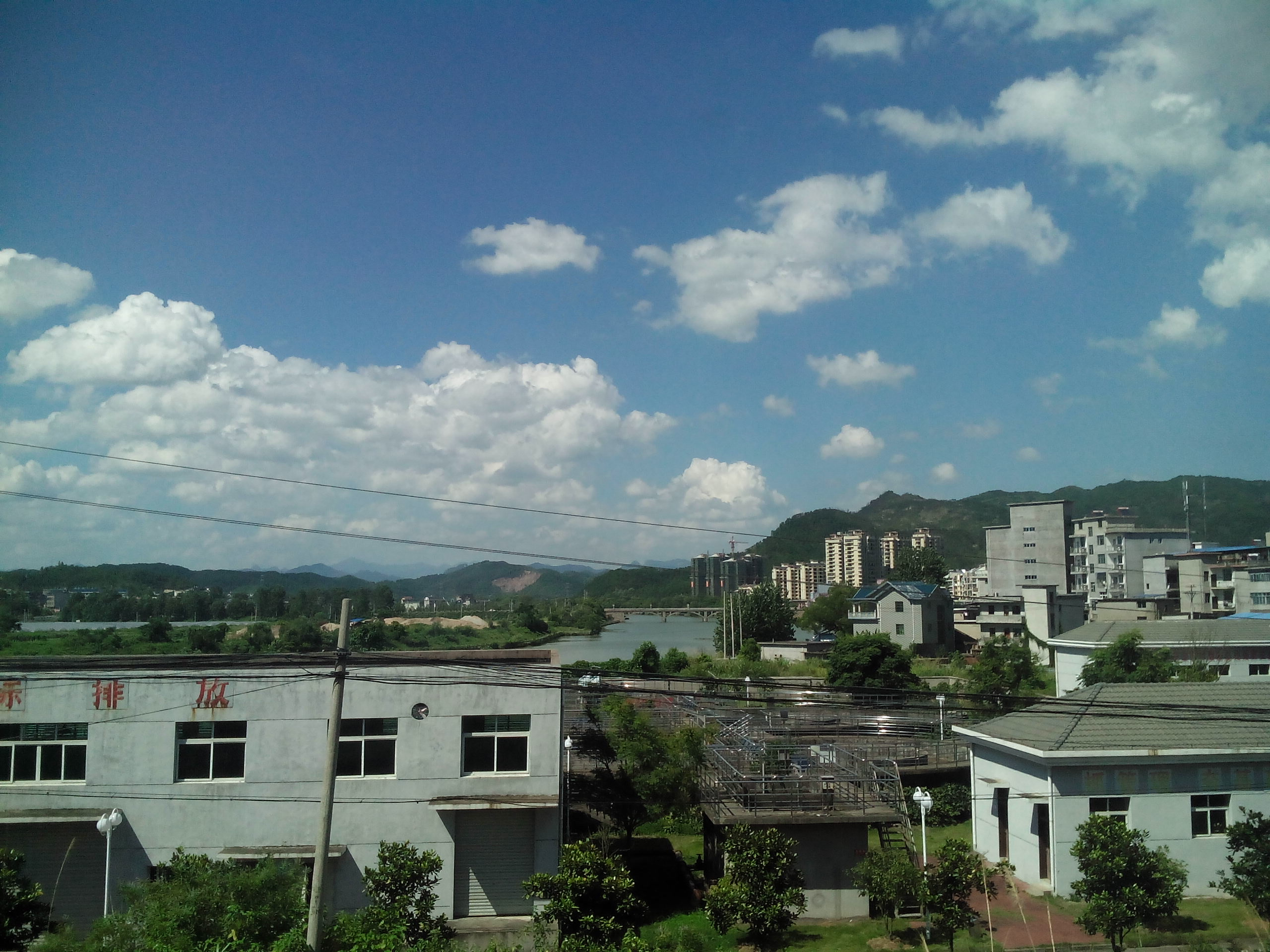
浙贛線の列車内より望む市街地付近の浄水場と琬港河

## 交通

### 鉄道
- 中国鉄路総公司
  - 滬昆線、峰福線
    - 横峰駅

### 道路
- 高速道路
  - 滬昆高速道路
  - S33 上万高速道路
- 国道
  - G320国道